# Дерік Огбу
Дерік Чука Огбу (англ. Derick Chuka Ogbu; нар. 19 березня 1990, Порт-Гаркорт, Нігерія) — нігерійський футболіст, нападник. Виступав у клубах бельгійської Ліги Жупіле, румунської Ліги I, китайської Суперліги та японської Джей-ліги 1.
Має також бельгійське громадянство.

## Клубна кар'єра
Народився в нігерійському місті Порт-Гаркорт. Вихованець молодіжної академії «Енугу Рейнджерс». Дорослу футбольну кар'єру розпочав в «Аль-Саламі», у складі якого з 12-ма голами став найкращим бомбардиром Професіональної ліги Оману 2008/09.
У лютому 2010 року перебрався до «Умм-Салаля» з Ліги зірок Катару. У цей час клуб святкував своє грандіозне досягнення, став першим катарським колективом, який дійшов до чвертьфіналу Азійської Ліги чемпіонів. Генк тен Кате подарував молодому Деріку можливість дебютувати, як у матчах чемпіонату, так і в кубку. У дебютних поєдинках національного кубку Огбу відзначався важливими голами, завдяки чому його команда вийшла спочатку в чвертьфінал, а згодом і півфіналу та фіналу вище вказаного турніру. Молодий гравець очолив лінію атаки у своїй першій відповідальній грі у фіналі Кубка наслідного принца Катару, де зіграв 90 хвилин у присутності 55 000 уболівальників, присутніх на міжнародному стадіоні Халіфа, серед яких були присутніми нині вже покійні правитель Катару Хамад Бін Халіфа Ат Тані та президент Бразилії Лулу де Сілва.
За півтора сезони відзначився 5-ма голами у матчах першої команди та 10-ма голами за резервну команду, завдяки чому за рекомендацією тодішнього головного тренера «Умм-Салаля» Генка тен Кате під час передсезонних зборів сезону 2011/12 років відправився на перегляд у ПСВ. Однак перегляд завершився невдало, незважаючи на те, що Дерік забив у всіх 3 тестових матчах, але, не підписав угоду через фінансову ситуацію в Ейндговені та через відсутність паспорта країни-члена ЄС, але Фред Рюттен, тренер ПСВ описав його як «дуже швидкого і цікавого гравця, з хорошим характером і сильним ударом». Через міцний зв’язок між ПСВ Ейндговен і бельгійським клубом «АГ Левен», гравця відправили до бельгійців, щоб ПСВ зміг стежити за нігерійцем, оскільки вони очікували, що їхнє фінансове становище покращиться. 10 серпня 2011 року підписав контракт з бельгійським клубом «АГ Левен», де став улюбленцем місцевих уболівальників. 27 серпня 2011 року дебютував у чемпіонаті за «Локерен». Йому дозволили вийти в основі й Дерік перемогу на останній хвилині, відзначився єдиним голом у поєдинку. Відтоді він регулярно з'являвся під керівництво Ронні Ван Генугдена. 6 жовтня 2012 року оформив свій перший хет-трик на професіональному рівні, у переможному (4:0) виїзному матчі проти «Шарлеруа». За два сезони в Бельгії відзначився 18-ма голами. У сезоні 2012/13 років допоміг команді посісти 10-те місце в чемпіонаті, а потім до вирішальних матчів плей-оф, але пробитися до кваліфікації Ліги Європи команді не вдалося. 16 липня 2013 року за 500 000 євро перейшов до одного з грандів румунського футболу ЧФР (Клуж-Напока). За підсумками сезону 2013/14 років команда фінішувала в чемпіонаті в зоні Ліги Європи. Через фінансову нестабільність у клубі гравцям періодично не платили зарплату, тим не менше Огбу відзначився 6-ма голами в Румунії (у тому числі й хет-триком у переможному (7:2) поєдинку проти «Оцелула»), перш ніж надійшла вигідна пропозиція від китайського «Ляонін Хувін». За гравця запропонували 1,2 мільйони доларів, й клуб та гравець прийняли пропозицію. Дерік зіграв свою першу та єдину гру в Лізі Європи за румунський гранд, перш ніж переїхати до Китаю 25 липня 2014 року за 1 мільйон євро. Йому не знадобилося часу, щоб звикнути до китайського футболу, оскільки Огбу відзначився двома голами у дебютному поєдинку в першій лізі Китаю проти «Шеньчженя». Згодом вписав своє ім’я в історію китайської Суперліги, відзначився 16-ма голами за «Ляонін», але команда боролася за право збереження свого місця в Суперлізі. У березні 2016 року перейти до японського «Ванфоре Кофу». У вищій лізі Японії виступав рідше, зіграв 11 матчів та відзначився одним голом. «Ванфоре» за підсумками півріччя фінішував на передостанньому місці в чемпіонаті. На початку другої частини чемпіонату втартив своє місце в складі, тому в серпні того ж року вирішив повернутися до Європи та уклав договір з «Дебреценом». Травми та можливий відхід з клубу не дозволили гравцеві закріпитися в «Дебрецені», Огбу в сезоні 2016/17 років зіграв у 5-ти матчах угорського чемпіонату. З серпня 2017 року — вільний агент. У 2019 році підписав контракт з єгипетським клубом «Аль-Іттіхад», але, на жаль, гравця не влаштовувала ситуація в Єгипті, тому він вирішив розірвати контракт, щоб повернутися до Європи.
У січні 2020 року підписав попередній контракт із клубом першої ліги Китаю, отримав китайську візу, придбав авіаквиток, але за 3 дні до дати вильоту розпочалася пандемія COVID-19.

## Стиль гри
Перший нападник, також може грати на позиції відтягнутого нападника або вінґера на обох флангах. Робоча нога права, але може також бити й лівою.

## Статистика виступів

### Клубна
| Сезон   | Клуб              | Країна   | Змагання            | Матчі | Голи |
| ------- | ----------------- | -------- | ------------------- | ----- | ---- |
| 2010/11 | «Умм-Салаль»      | Катар    | Ліга зірок Катару   | 12    | 8    |
| 2011/12 | «АГ Левен»        | Бельгія  | Ліга Жупіле         | 23    | 10   |
| 2012/13 | «АГ Левен»        | Бельгія  | Ліга Жупіле         | 37    | 8    |
| 2013/14 | ЧФР (Клуж-Напока) | Румунія  | Ліга I              | 26    | 6    |
| 2013/14 | «Ляонін Хувін»    | Китай    | Китайська Суперліга | 15    | 8    |
| 2014/15 | «Ляонін Хувін»    | Китай    | Китайська Суперліга | 27    | 8    |
| 2015/16 | «Ванфоре Кофу»    | Японія   | Джей-ліга 1         | 11    | 1    |
| 2016/17 | «Дебрецен»        | Угорщина | Чемпіонат Угорщини  | 5     | 0    |
|         |                   |          | Загалом             | 156   | 49   |